# Giovanni da Milano

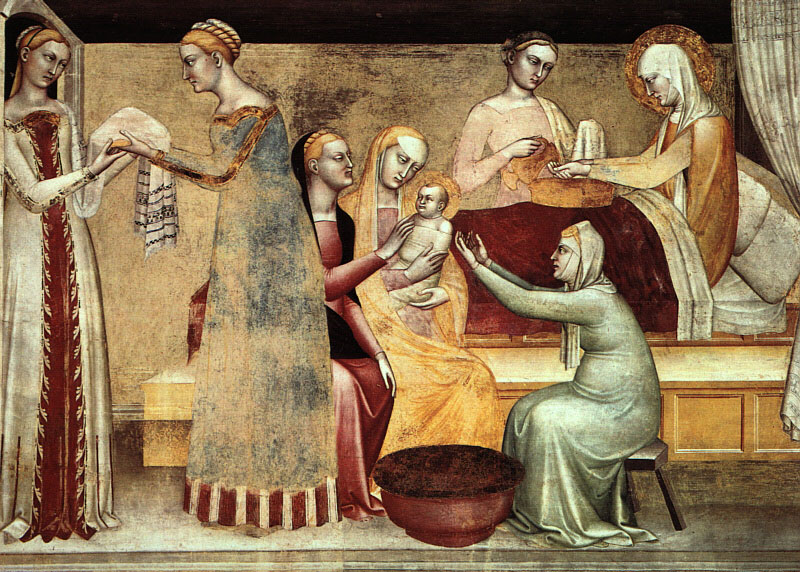
Nacimiento de la Virgen, Capilla Rinuccini, Santa Cruz, Florencia.

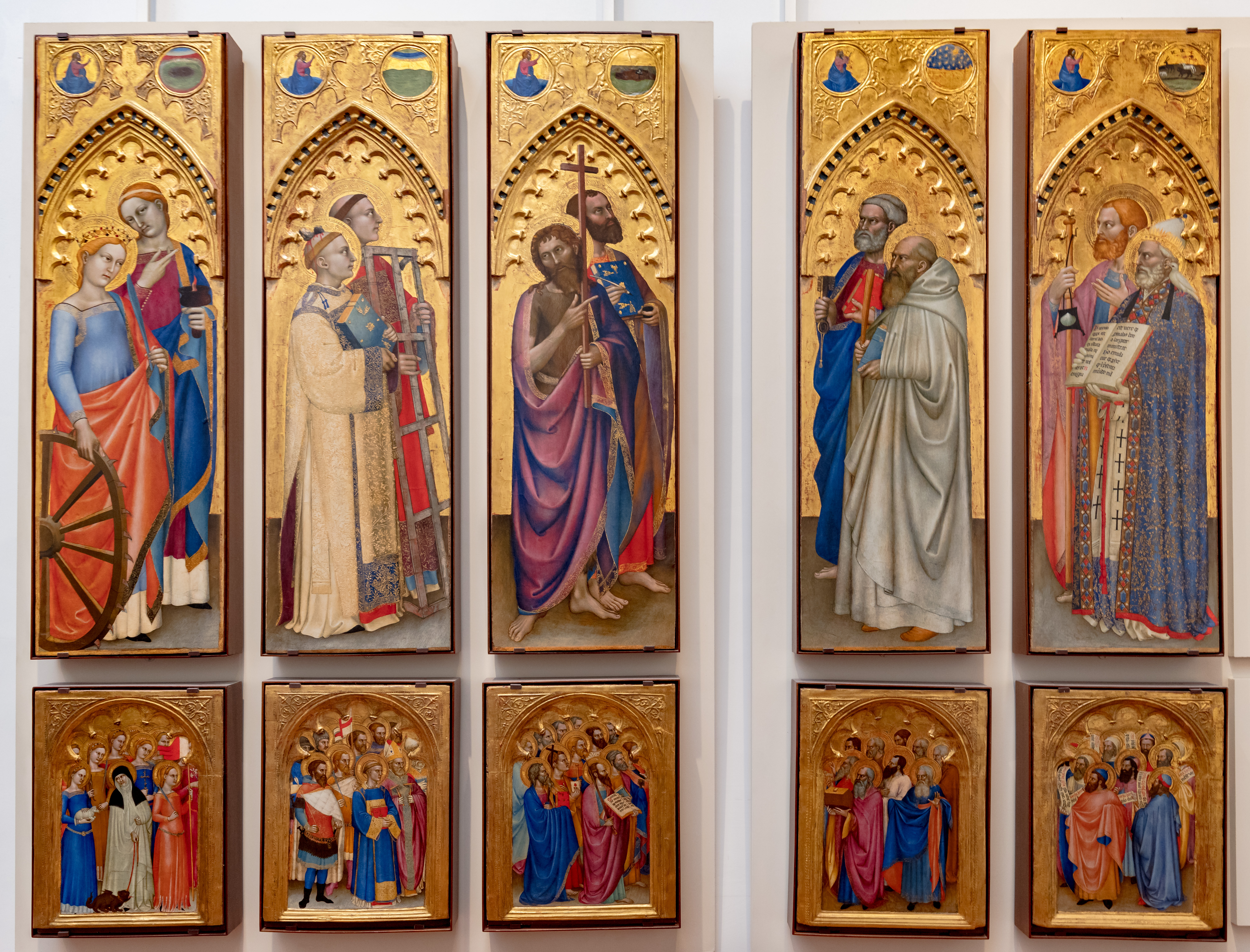
Políptico de Giovnni da Milano expuesto en la galería Uffizi, Florencia.

Giovanni da Milano (Giovanni di Jacopo di Guido da Caversaccio) fue un pintor italiano, activo en Florencia y Roma entre 1346 y 1369. 
Su estilo, como el de muchos florentinos de la época, está considerado derivado del de Giotto. Vasari lo identificó erróneamente como un estudiante de Taddeo Gaddi, un destacado protegido de Giotto.
Natural de Lombardía, la documentación más antigua muestra a Giovanni en Florencia el 17 de octubre de 1346, con el nombre de Johannes Jacobi de Commo, incluido en la lista de pintores extranjeros que vivían en Toscana.
Entre las obras más significativas de Giovanni están:
- Un políptico con la Virgen y los Santos (h. 1355), la obra más antigua que se conoce firmada por Giovanni da Milano, pintada para el Spedalle della Misericordia de Prato
- Un políptico hecho para la Ognissanti de Florencia (h. 1363), hoy desmembrada y repartida, representando a santos y escenas de la Creación
- Tabla Varón de Dolores (h. 1365, Accademia, Florencia)
- Frescos decorando las paredes de la Capilla Rinuccini en Santa Cruz, Florencia. Cada lado contiene cinco escenas - un lado representa la vida de la Virgen y el otro la Vida de María Magdalena. Se atribuye a Giovanni los dos registros superiores de cada ciclo. La parte inferior se considera obra de Matteo di Pacino. Archivado el 21 de agosto de 2008 en Wayback Machine.

La última documentación existente sobre la carrera de Giovanni es de 1369, cuando se sabe que estaba trabajando en Roma para el Papa Urbano V con Giottino y los hijos de Taddeo Gaddi.